# Kaishakunin

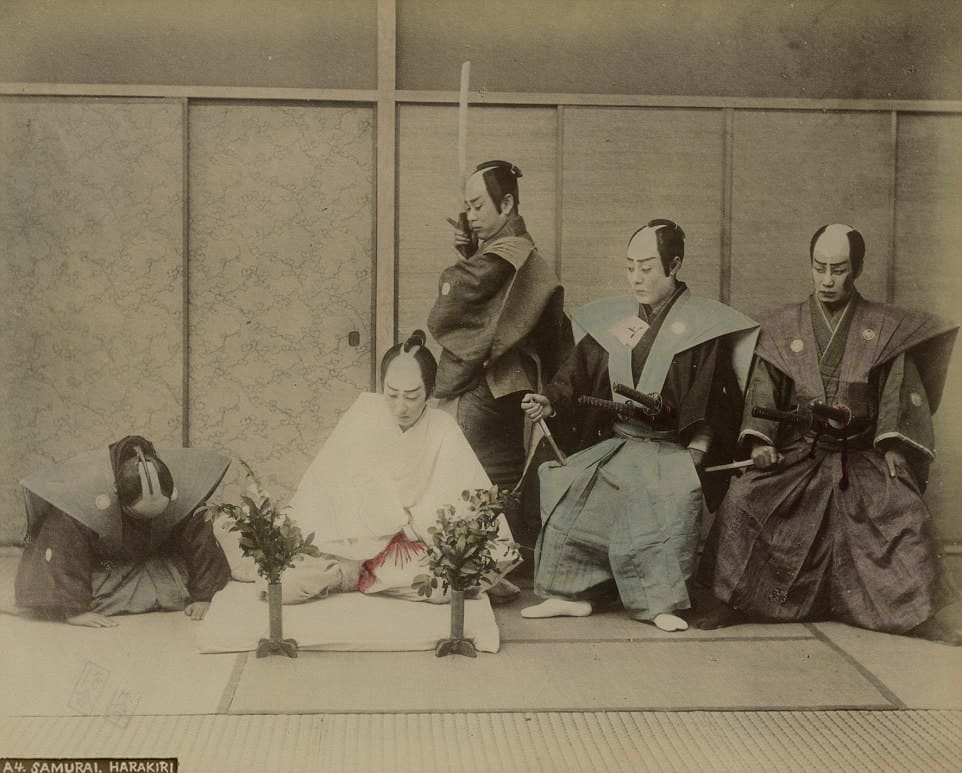
Ricostruzione di un suicidio rituale giapponese (1897). Sullo sfondo, in piedi, il kaishakunin.

Un kaishakunin (giapponese: 介錯人) è una persona incaricata di fare da secondo durante il seppuku, il suicidio rituale giapponese: è suo compito, nella fattispecie, il kaishaku, ovvero la decapitazione del suicida durante l'agonia.

## Il ruolo
Oltre al bisogno oggettivo di risparmiare al suicida le immani sofferenze dello sventramento, il ruolo del kaishakunin trae origine dalla volontà di evitare il disonore di cui si macchia il morente e chi lo osserva, soprattutto durante gli spasmi che accompagnano il suicida alla morte. Proprio per questa ragione la presenza di un secondo è prevista e raccomandata a chi compie il gesto per una questione di onore, e non per chi si toglie la vita perché vinto dalla vergogna o dalla disgrazia.
Per esempio, un signore della guerra sconfitto in battaglia che decida di compiere seppuku ha diritto a un secondo per morire in modo dignitoso, mentre un samurai a cui viene richiesto di uccidersi per aver commesso un qualche crimine o perché con le sue azioni ha disonorato il proprio clan, avrà il dovere di togliersi la vita col massimo delle sofferenze. L'ultimo kaishakunin della storia di cui si abbia notizia fu Hiroyasu Koga, che decapitò il romanziere Yukio Mishima quando questi fece seppuku nel novembre 1970.

## Il rituale
Tuttora conservato nei kata dello Iaidō moderno, il rituale del kaishaku ha piccole variazioni tra le diverse scuole di scherma giapponesi, ma tutte devono seguire alcuni punti comuni:
- Il kaishakunin si siede nella posizione di seiza o rimane in piedi, alla sinistra del samurai in procinto di compiere il seppuku, sufficientemente lontano da mantenere ogni principio di prudenza ma sufficientemente vicino da consentire alla propria katana di raggiungere l'obiettivo. Se è seduto, il kaishakunin si siederà lentamente, prima sulle proprie ginocchia, poi alzandosi sul proprio piede destro mentre estrae lentamente la spada dal fodero, e, silenziosamente, infine si alzerà, tenendo sempre bene a mente che il tekki, l'avversario, non è un nemico – bensì un compagno samurai. Se il kaishakunin si trova già in piedi, estrarrà la sua katana con la massima lentezza e la massima silenziosità. In entrambi i casi, dopo che la katana sarà stata estratta dal saya, il kaishakunin la alzerà con la mano destra, e aspetterà l'inizio del seppuku. Alcuni stili moderni di Iaido stabiliscono che in questa posizione di attesa il kaishakunin debba indietreggiare lentamente col piede destro, tenendo la spada dietro la testa parallelamente alla linea del suolo e sorreggendola con la mano destra, e la mano sinistra sul saya (il fodero), in posizione sayabiki; altri stili prevedono che la katana debba rimanere verticale, parallela al corpo, tenuta con la mano destra, e che la sinistra debba rimanere sul fianco, mentre il kaishakunin terrà i piedi uniti. In ogni caso, il kaishakunin terrà costantemente lo sguardo sul samurai che compie il seppuku, aspettando che questi esegua il taglio (kiri) attraverso il proprio addome (hara).
- Quando il samurai suicida si sarà inferto la ferita mortale, e dopo che avrà estratto la lama tantō dal proprio ventre, il kaishakunin farà un lieve passo in avanti, lasciando cadere la lama della propria katana direttamente sul retro del collo del morente. Appena prima che la lama tocchi il collo del compagno, il kaishakunin afferra l'elsa (tsuka) con entrambe le mani per vincere la resistenza iniziale del collo alla lama, e conferire potenza e precisione al taglio verticale (kiritsuke). Il taglio della testa non deve essere completo, ma deve terminare appena prima di recidere completamente il collo del samurai: la tradizione detta infatti che un samurai che perda completamente (e letteralmente) la propria testa sia oggetto di disonore e disgrazia. Di conseguenza, il taglio finale dev'essere tale da superare di poco la profondità del collo, uccidendo di colpo il samurai, ma senza menomarlo. L'azione doveva essere eseguita con un singolo movimento di affondo e ritiro della katana (dakikubi).
- Quando il corpo del samurai cade a terra, il kaishakunin, sempre pervaso dal lento e silenzioso stile che lo ha contraddistinto prima e dopo l'uso dell'arma, scrollerà la lama dal sangue (chiburi) e la riporrà nel saya (noto), mentre si genufletterà di fronte al cadavere. Il kaishakunin resterà qualche istante davanti al cadavere, in segno di grande rispetto per il samurai che ha compiuto il suicidio rituale, per poi alzarsi e inchinarsi (rei) davanti al suo corpo.